# Observatorio de Iso-Heikkilä
El Observatorio Iso-Heikkilä (en finés: Iso-Heikkilän tähtitorni) es un observatorio astronómico en el distrito de Iso-Heikkilä de la ciudad de Turku, Finlandia. Fue gestionado por la Universidad de Turku desde 1937 hasta 1972, fecha a partir de la cual pasó a ser usado por la división local de la Asociación astronómica Ursa, una asociación de astrónomos aficionados y la más grande de Finlandia con casi 12.000 asociados.

## Historia
El observatorio fue construido entre 1935 y 1936 y fue técnicamente diseñado por el astrónomo finés Yrjö Väisälä. En 1937 comenzó a funcionar bajo la dirección de la Universidad de Turku. Desde este observatorio, el equipo de trabajo de Väisälä descubrió un total de 801 asteroides y 7 cometas.
Durante los años 50, con la construcción de una fábrica sidedúrgica a un kilómetro de distancia, el departamento de astronomía de la universidad se vio forzado a trasladarse al Observatorio Tuorla. El Observatorio Iso-Heikkilä siguió albergando alumnos hasta 1972 en que se cedió a la ciudad de Turku para uso de la Asociación astronómica Ursa.

## Instrumentación
El observatorio tiene dos cúpulas de 6 metros que albergan tres telescopios de 13, 15 y 19 cm. Anteriormente poseía un telescopio gran angular de 50 cm, que fue el usado para los descubrimientos de asteroides y cometas reseñados. Hoy en día este instrumento se encuentra en el Observatorio Kevola.